# 交響曲第3番 (グレツキ)
交響曲第3番『悲歌の交響曲』（ポーランド語：Symfonia pieśni żałosnych）作品36は、ヘンリク・グレツキの代表作のひとつであり、20世紀後半において最も成功した交響曲のひとつでもある。

## 背景
共産主義政権下では、現代芸術は当局からしばしば「形式主義」と批判され、好意的とはいえない政治的環境の下に置かれていたが、1956年に現代音楽祭「ワルシャワの秋」が始まったことで戦後ポーランドの作曲家たちは、前例のないほどの創作の自由を享受することができた。グレツキは前衛的作曲家たちの間で、初期の実験的な不協和音やセリエル音楽的作品で広く知られるようになっていた。1960年のワルシャワの秋で好評を博した「Scontri」や、1961年のパリ青年ビエンナーレで第1位を受賞した交響曲第1番のような現代的作品を通して、グレツキは国際的な音楽シーンに登場した。1960年代を通して、グレツキは、ピエール・ブーレーズやカールハインツ・シュトックハウゼンら、実験的作曲家やセリエル音楽の作曲家たちとの交流を続けた。
1970年代に入るとグレツキは、初期の作品に見られたセリエル音楽や極端な不協和音などの要素から徐々に離れ始め、交響曲第3番では、その少し前に発表された合唱曲「euntes ibant et flebant」（作品32、1972年）や「Amen」（作品35、1975年）と同様に、以前用いていた技法を完全に放棄している。グレツキの交響曲第3番における変奏の欠落と繰り返しへの依存は、後年の作品に見られる和声的ミニマリズムと一層単純化されたテクスチュアへとグレツキが進んでいった過程における、ひとつの段階を示すものであった。テクスチュアの単純化は彼の初期からの特徴であったが、これに三和音とオクターブを加えたのである。
この時期のグレツキの作品が持っている宗教的性格から、批評家も音楽学者もしばしばグレツキを、根源的に単純化された音楽のテクスチュア、調性、旋律を追求し始めた、また宗教的意味を帯びた作品を作るようになった、他の現代作曲家と結びつけようとした。同様の考えをもっていたアルヴォ・ペルトやジョン・タヴナーのような作曲家たちは、しばしばグレツキと一緒にホーリー・ミニマリズムという用語でまとめられたが、そのように括られた作曲家たちは、何らかの共通の影響があったとは誰も認めなかった。

## 作曲、初演
- 作曲時期：1976年
- 初演：1977年4月4日、フランスのロワイヤンで開催されたロワイヤン国際現代芸術祭（フランス語版）において、エルネスト・ブール指揮、南西ドイツ放送交響楽団、ステファニア・ヴォイトヴィチ（ソプラノ）により初演された[4]。
  - 初演後しばらくの間は、まだこの交響曲は謎に包まれた作品であったが、1980年代頃から日本の作曲科の授業でアナリーゼ用に研究され始められた。
- 演奏時間：54分。
- 出版はチェスター社とPWMが行っている。もともとはPWMのみの販売のはずなのに、チェスターはこの作品の人気のために契約に走ったと物議をかもした。
- 日本初演：1994年3月7日、サントリーホールにおいて、沼尻竜典指揮、新星日本交響楽団、寺谷千枝子（メゾソプラノ）により日本初演された。

## 編成
この交響曲は、管弦楽とソプラノ独唱のための交響曲である。
フルート 4 （うち2本はピッコロ持ち替え）、クラリネット 4、ファゴット 2、コントラファゴット 2、ホルン 4、トロンボーン 4、ハープ、ピアノ、ソプラノ独唱、弦五部

## 曲の構成
3つの楽章から構成される。全楽章を通じて非常にテンポはゆっくりである。形式的には、古典的な「交響曲」の形式からは大きく逸脱している。

### 第1楽章 Lento
第1楽章の歌詞は15世紀のラメントに取材されている。中央を頂点とする3部旋法性で作られたカノン形式。

### 第2楽章 Lento e largo - Molto lento
第2楽章の歌詞は、ゲシュタポ収容所の壁に書かれた言葉に取材されている。

### 第3楽章 Lento - Lento e largo - Molto lento - Largo ben tenuto
第3楽章の歌詞は民謡からとられている。